# European Nations Cup 2000-01
La European Nations Cup de la temporada 2000-01 fue la 33° temporada del segundo torneo en importancia de rugby en Europa, luego del Torneo de las Seis Naciones.

## División 1
| Lugar | Selección    | Partidos | Partidos | Partidos  | Partidos | Puntos  | Puntos    | Puntos | Tabla de puntos |
| Lugar | Selección    | Jugados  | Ganados  | Empatados | Perdidos | A favor | En contra | dif.   | Tabla de puntos |
| ----- | ------------ | -------- | -------- | --------- | -------- | ------- | --------- | ------ | --------------- |
| 1     | Georgia      | 5        | 5        | 0         | 0        | 167     | 68        | +99    | 15              |
| 2     | Rumania      | 5        | 4        | 0         | 1        | 188     | 71        | +117   | 13              |
| 3     | Rusia        | 5        | 3        | 0         | 2        | 152     | 143       | +9     | 11              |
| 4     | España       | 5        | 2        | 0         | 3        | 118     | 131       | −13    | 9               |
| 5     | Portugal     | 5        | 1        | 0         | 4        | 77      | 165       | −88    | 7               |
| 6     | Países Bajos | 5        | 0        | 0         | 5        | 60      | 184       | −124   | 5               |

| Bandera de Georgia |
| Campeón Georgia    |
| Primer título      |

## División 2
| Lugar | Selección       | Partidos | Partidos | Partidos  | Partidos | Puntos  | Puntos    | Puntos | Tabla de puntos |
| Lugar | Selección       | Jugados  | Ganados  | Empatados | Perdidos | A favor | En contra | dif.   | Tabla de puntos |
| ----- | --------------- | -------- | -------- | --------- | -------- | ------- | --------- | ------ | --------------- |
| 1     | Polonia         | 5        | 4        | 0         | 1        | 105     | 53        | +52    | 13              |
| 2     | Ucrania         | 5        | 4        | 0         | 1        | 65      | 61        | +4     | 13              |
| 3     | Alemania        | 5        | 2        | 1         | 2        | 90      | 86        | +4     | 10              |
| 4     | Croacia         | 5        | 2        | 1         | 2        | 70      | 77        | −7     | 10              |
| 5     | República Checa | 5        | 2        | 0         | 3        | 132     | 109       | 23     | 9               |
| 6     | Dinamarca       | 5        | 0        | 0         | 5        | 53      | 129       | −76    | 5               |

| Bandera de Polonia |
| Campeón Polonia    |
| Primer título      |

## División 3

### Grupo 1
| Lugar | Selección  | Partidos | Partidos | Partidos  | Partidos | Puntos | Tabla de puntos |
| Lugar | Selección  | Jugados  | Ganados  | Empatados | Perdidos | dif.   | Puntos          |
| ----- | ---------- | -------- | -------- | --------- | -------- | ------ | --------------- |
| 1     | Suecia     | 5        | 5        | 0         | 0        | +208   | 15              |
| 2     | Letonia    | 5        | 4        | 0         | 1        | +79    | 13              |
| 3     | Austria    | 5        | 3        | 0         | 2        | +78    | 11              |
| 4     | Israel     | 5        | 2        | 0         | 3        | +51    | 9               |
| 5     | Luxemburgo | 5        | 1        | 0         | 4        | −222   | 7               |
| 6     | Noruega    | 5        | 0        | 0         | 5        | −194   | 5               |

### Grupo 2
| Lugar | Selección            | Partidos | Partidos | Partidos  | Partidos | Puntos | Tabla de puntos |
| Lugar | Selección            | Jugados  | Ganados  | Empatados | Perdidos | dif.   | Puntos          |
| ----- | -------------------- | -------- | -------- | --------- | -------- | ------ | --------------- |
| 1     | Suiza                | 5        | 4        | 0         | 1        | +166   | 13              |
| 2     | Yugoslavia           | 5        | 3        | 0         | 2        | +45    | 11              |
| 3     | Andorra              | 5        | 3        | 0         | 2        | +43    | 11              |
| 4     | Hungría              | 5        | 2        | 0         | 3        | −9     | 9               |
| 5     | Bosnia y Herzegovina | 5        | 2        | 0         | 3        | −58    | 9               |
| 6     | Bulgaria             | 5        | 1        | 0         | 4        | −187   | 7               |

### Grupo 3
| Lugar | Selección | Partidos | Partidos | Partidos  | Partidos | Puntos | Tabla de puntos |
| Lugar | Selección | Jugados  | Ganados  | Empatados | Perdidos | dif.   | Puntos          |
| ----- | --------- | -------- | -------- | --------- | -------- | ------ | --------------- |
| 1     | Bélgica   | 5        | 5        | 0         | 0        | +71    | 15              |
| 2     | Eslovenia | 5        | 3        | 1         | 1        | +46    | 12              |
| 3     | Moldavia  | 5        | 3        | 0         | 2        | +25    | 11              |
| 4     | Lituania  | 5        | 2        | 1         | 2        | +38    | 10              |
| 5     | Mónaco    | 5        | 1        | 0         | 4        | −30    | 7               |
| 6     | Malta     | 5        | 0        | 0         | 5        | −150   | 5               |